# Морін Лайнс
Морін Патрісія Лайнс (23 жовтня 1937 — 17 березня 2017), відома як Бібі Доу з Калаша — британська письменниця, фотографка, соціальна працівниця, екологиня та екоактивістка. Авторка робіт про народ калашів.

## Біографія
Морін Лайнс вперше відвідала Пакистан у 1980 році і відтоді все життя присвятила збереженню та популяризації культури калашів, за що була нагороджена у 2008 році Тамга-і-Імтіаз. Співзаснувала Асоціацію збереження Гіндукушу з Ніколасом Баррінгтоном, тодішнім Верховним комісаром Великої Британії в Пакистані.
Морін Лайн померла в Пешаварі у віці 79 років, похована на британському кладовищі.